# Syagrana eremica
Syagrana eremica är en fjärilsart som beskrevs av Edward P. Wiltshire 1980. Syagrana eremica ingår i släktet Syagrana och familjen nattflyn. Inga underarter finns listade i Catalogue of Life.